# Marième Badiane
Pour les articles homonymes, voir Badiane.
Marième Badiane, née le 24 novembre 1994 à Brest (Finistère), est une joueuse française de basket-ball.

## Biographie

### Parcours en club
Née de parents basketteurs Abdoulaye Badiane et Cathy Silinski, ancienne pivot de l’Étoile Saint-Laurent Brest, ex-Étendard de Brest, , elle commence le sport par la danse avant d'être rattrapée par le basket-ball et d'être sélectionnée pour rejoindre trois ans le Centre fédéral : « Même si mon père a été professionnel et que ma mère a également joué, je n’étais pas vraiment tentée [par le basket-ball]. Des copines m’ont poussé et j’y ai finalement pris goût. »
Elle signe son premier contrat avec Roche Vendée. « Aix et Mondeville me faisaient des belles propositions (...) mais j'ai choisi l'option L2 avec Roche Vendée, pour avoir plus de temps de jeu et acquérir de l'expérience. Le projet sportif me plait beaucoup, et je peux continuer mes études en biologie facilement. ». Elle n'y reste qu'un an et rejoint une autre équipe de Ligue 2, Reims. Bien que courtisée durant l'été par des clubs belge et de LFB, elle choisit de rester une nouvelle saison à Reims pour y terminer sa licence de biologie avant d'entamer une carrière exclusivement sportive. Sur la lancée d'une bonne saison en Champagne (12,1 pts et 8,1 rebonds de moyenne), elle signe en avril 2015 en LFB pour l'USO Mondeville.
Ses 18 points et 4 rebonds lors de la sixième journée 2016-2017 sont importants dans la victoire à l'extérieur face à Basket Landes, alors seule équipe invaincue. Elle récidive avec 28 points et 9 rebonds le 3 décembre lors d'une victoire face au Hainaut. Son mouvement préféré est le reverse.
Fin mars 2017, elle annonce s'engager pour trois saisons avec Lyon ASVEL, club récemment alors repris en mains par Tony Parker. Puis dès novembre 2019, elle renouvelle son engagement à Lyon pour la période 2020-2023. Elle fait l'impasse sur la saison LFB 2020-2021 pour cause de maternité.
Elle revient avec succès à la compétition en 2022-2023 à Lattes Montpellier et prolonge l'année suivante (11,7 points et 6,4 rebonds en 9 matches et 14,8 points et 5,2 rebonds en Eurocoupe), mais elle engagée en février par le club turc de Fenerbahçe, dirigé par Valérie Garnier, pour renforcer leur effectif en Euroligue. Non qualifiée en championnat, elle remporte l'Euroligue.
La saison suivante, son club en demi-finale de l'Euroligue par le futur vainqueur, l'USK Prague. Dans les compétions nationales, le club s'incline en finale de la coupe face à Mersin, puis remporte le championnat face au même adversaire sur le score de 3 victoires à 0. Moins utilisée sur la scène européenne, 15 minutes de moyenne pour 4,8 points, 3,5 rebonds, 1,1 passe contre 14,3 points, 7,5 rebonds, 2,7 passes par match en 28 minutes de moyenne en championnat turc, Fenerbahçe met un terme à son contrat. 
Quelques jours plus tard, sa franchise américaine du Lynx de Minnesota annonce mettre un terme à son contrat. Sa saison se limite à 11 minutes en 3 rencontres.

### Parcours en sélection nationale
Elle connait sa première sélection internationale avec les U16 et remporte une médaille de bronze au championnat d'Europe 2010 avec des statistiques personnelles de 6,7 points à 51,0 % et 6,3 rebonds, qui font d'elle la troisième marqueuse de l'équipe derrière Olivia Époupa et Valériane Ayayi. Deux ans plus tard avec les U18, la France gagne la médaille d'or, Marième Badiane alignant 6,6 points, 9,0 rebonds et 1,8 passe décisive. Invitée à citer ses qualités, elle cite : « mes qualités athlétiques dans les rebonds défensifs, et ma permanente bonne humeur indispensable dans des compétitions, où la pression est omniprésente ».
À l'été 2013, elle remporte avec sa future coéquipière de Reims Pauline Lithard,la médaille d'argent du Championnat du monde avec l'Équipe de France de basket-ball féminin des 19 ans et moins pour des statistiques personnelles de 4,4 points et 8,8 rebonds. L'été suivante, elle remporte le championnat d'Europe U20 face à l'Espagne (« Nous n'avions jamais perdu contre elles directement, sauf cette année en match de poule. Le scénario idéal s'est produit, puisqu'on les a battues en finale, après prolongation ») dans un tournoi et une finale dans lesquelles elle a pris une part majeure (8,1 points à 49,0 % d'adresse et 8,9 rebondsavec notamment deux paniers à trois points et un contre décisifs en fin de rencontre.
Elle est retenue début 2016 dans la pré-sélection pour les qualifications du championnat d'Europe 2017 : « Je ne m’attendais pas cette année à être sélectionnée en Équipe de France, surtout pour ma première saison en LFB. Après j’étais bien évidemment très contente. Je prends ça comme une belle expérience et surtout je ne veux pas me prendre la tête parce que je sais qu’à mon poste de jeu il y a des joueuses cadres. Je veux apprendre d’elles et pour moi c’est une première approche. Etre appelé chez les A c’est un objectif que toutes les joueuses ont sur le long terme ». Cependant, elle se blesse au quadriceps lors de la dernière journée de championnat avant le rassemblement, ce qui la contraint au forfait.

## Clubs
| Saisons   | Équipe                        | Pays       |
| 2009-2012 | Centre fédéral de basket-ball | France     |
| 2012-2013 | Roche Vendée Basket Club      | France     |
| 2013-2015 | Reims Basket féminin          | France     |
| 2015-2017 | USO Mondeville                | France     |
| 2017-2022 | Lyon ASVEL féminin            | France     |
| 2022-2024 | Lattes-Montpellier            | France     |
| 2024-     | Fenerbahçe                    | Turquie    |
| 2025      | Lynx du Minnesota             | États-Unis |

## Palmarès

### Sélection nationale

#### Seniors
- Médaille d'or des Jeux de la Francophonie 2017[33]
- Médaille d'argent Championnat d'Europe 2019 à Belgrade (Serbie)[34]
- Médaille de bronze au Championnat d’Europe 2023[35]
- Médaille d'argent aux Jeux olympiques d'été de 2024 à Paris.

#### Jeunes
- Médaille d'or au Championnat d'Europe 2014 des 20 ans et moins[9]
- Médaillée d'argent au Championnat du monde de basket-ball féminin des moins de 19 ans 2013[29]
- Médaille d'or au Championnat d'Europe 2012 des 18 ans et moins[24]
- Médaille de bronze au Championnat d'Europe 2010 des 16 ans et moins[23]

### En club
- Championne de France : 2018-19
- Match des Champions LFB : 2019
- Finaliste du Championnat de France : 2021-22[36]
- Vainqueure de l’Euroligue : 2023-24
- Championne de Turquie : 2023-24[37], 2024-25
- Vainqueure de la SuperCoupe d'Europe : 2024[38]

## Statistiques

### En club

#### WNBA
| Saison | Équipe            | MJ | M5 | Min | %T  | %3  | %LF | Rb  | PD  | Int | Ctr | BP  | F   | Pts |
| ------ | ----------------- | -- | -- | --- | --- | --- | --- | --- | --- | --- | --- | --- | --- | --- |
| 2025   | Lynx du Minnesota | 3  | 0  | 3,7 | 0,0 | 0,0 | -   | 0,3 | 0,0 | 0,7 | 0,0 | 0,7 | 2,0 | 0,0 |
| Total  | Total             | 3  | 0  | 3,7 | 0,0 | 0,0 | -   | 0,3 | 0,0 | 0,7 | 0,0 | 0,7 | 2,0 | 0,0 |

## Décorations
- Chevalier de l'ordre national du Mérite (2024)[39]